# Arenal de sa Ràpita
La Platja de sa Ràpita, o Arenal de sa Ràpita és un arenal del terme de Campos, a l'illa de Mallorca, de gairebé 1.100 metres de longitud. Se situa al fons de la Badia de sa Ràpita o Badia de Migjorn, al sud-est de l'Illa, entre el Club Nàutic de sa Ràpita i les roques de ca n'Alou, a prop del nucli de ses Covetes.

## Descripció i serveis
La platja és d'arena blanca i molt fina, i es conserva en un estat pràcticament verge. Les seves aigües són prou netes i apreciades pels banyistes, i constitueix un dels arenals verges més emblemàtics de Mallorca. Té molt poc desnivell, i un cordó de dunes la separa dels pinars d'es Boscarró, situats darrere l'arenal. Com s'esdevé sovint, darrere la primera duna hi ha algunes zones amarades, conegudes amb els noms de s'Amarador i sa Mareta, explotades antigament com a amaradors, i avui en un estat ecològic bastant precari. La platja és oberta a Llebeig, els temporals del qual alcen les ones fins a alçades considerables, que arriben, tanmateix, amb poca força a la vorera pel poc desnivell de la platja, que en dissipa gran part de l'energia. Sovint s'hi acumula alga, restes de posidònia oceànica, que protegeix l'arena de les envestides de les ones. Tanmateix, en començar la temporada turística l'Ajuntament de Campos sol retirar-la per tal de millorar l'efecte estètic de l'arenal, hi ha un decret que ho regula.
Actualment, la platja compta amb un servei de vigilància durant els mesos de juliol i agost, i amb un quiosquet explotat en règim de concessió per part de l'Ajuntament de Campos, una sentència del tribunal suprem va obligar a demolir l'edifici que hi havia i substituir-lo per un que pugui desmuntar-se a final de temporada, i un servei de lloguer d'hamaques i para-sols.

## Història
Pel que fa a l'explotació històrica, la seva antiga explotació es limitava a l'extracció de puu, un crustaci que viu amagat dins l'alga i que s'utilitza com a esca per pescar, i a l'extracció d'alga per posar dins els corrals d'animals dels abundants horts de l'interior del fèrtil terme.
Durant la segona guerra mundial, s'instal·laren sobre l'arena dos búnkers a Sa Ràpita i uns quants més a la platja de Es Trenc, però mai se'ls va donar ús, encara que n'hi ha que creuen erròniament que es varen construir durant la guerra civil espanyola per protegir l'accessible costa d'un hipotètic desembarcament republicà, que finalment es produí a Portocristo, Manacor. Els búnkers, tanmateix, no es demoliren al final de la guerra, i avui en dia encara hi romanen com a testimoni dels fets passats. El 2014 en el marc de l'Art Nit, el col·lectiu madrileny Boa Mistura varen pintar-los de blanc i varen escriure-hi el poema Cala Gentil de Miquel Costa i Llobera.
Tot i que tradicionalment havia estat una platja tranquil·la, a la qual hi solien accedir durant els mesos d'estiu els pocs veïns de sa Ràpita, avui l'arenal pateix una greu sobreexplotació estival motivada per l'extraordinari creixement del veí nucli residencial de sa Ràpita (un 165% en 25 anys) i per la recent construcció de l'autopista Ma-19, que hi ha facilitat molt l'accés. Això ha aixecat veus d'alarma entre alguns sectors per l'evident deteriorament ambiental de la zona i la seva contínua pèrdua d'arena.
A més, amb la construcció del Club Nàutic s'ha demostrat que es modificaren els corrents marins de la zona que hi aportaven el sediment arenós, i la platja es troba en greu regressió en la seva zona central (com testimonia el fet que els búnkers de la guerra es troben ja pràcticament dins l'aigua), mentre que a la zona adjacent al Club Nàutic la platja ha guanyay prop de 20 m al mar.
Recentment, el Ministeri de Medi Ambient hi ha instal·lat unes passarel·les de fusta per evitar que els visitants se'n duguin l'arena enganxada als peus, i un cordó per prohibir l'accés a la fràgil duna, que compta amb espècies litorals arenoses de gran valor ecològic, com el card d'arena o el lliri de platja.